# 最上山辨治
最上山 辨治（もがみやま べんじ、1841年〈天保12年〉 - 1874年〈明治7年〉7月22日）は、出羽国最上郡（現在の山形県新庄市）出身で若松部屋、秀ノ山部屋に所属した元力士。
本名は武田とのみ伝わっている。身長・体重は不明。
最高位は西前頭5枚目。
1860年10月場所で初土俵（序ノ口）を踏んだ。1870年4月場所で、西十両8枚目（十枚目格）に昇進。1873年4月場所で、新入幕を果たしたが、この場所後体調を崩し、現在の愛知県一宮市で療養に努めた。しかし、体調は回復することなく翌1874年7月22日に、同地で死去。34歳没。
幕内通算 3場所 4勝3敗2分21休の成績を残した（うち最後の2場所は全休〈20休〉）。
改名歴は3回ある:最上川→最上山→伊勢ヶ嶽→最上山 辨治。